# 로버트 예이츠
로버트 예이츠(Robert Yates, 1738년 1월 27일~ 1801년)은 미합중국의 정치인이자, 판사로 반연방주의적 태도로 잘 알려져 있다. 그는 또한 1787년과 1788년 ‘브루투스’와 ‘시드니’라는 필명으로 출판한 정치 에세이의 추정 저자로 유명하다. 이 에세이들은 미국 헌법의 도입을 반대하는 내용이었다.

## 생애
로버트 예이츠는 1738년 1월 27일 뉴욕의 스키넥태디에서 상인 조제프 예이츠와 마리아 던바 부부 사이에 12 자녀 중 맏이로 태어났다.
그는 장인 기술을 배웠으며, 당시 그는 법률가가 되기로 결심을 한다. 뉴욕 시의 윌리엄 리빙스턴의 서기 일을 한 후, 1769년 그는 개업을 할 수 있는 면허를 받았다. 1765년, 그는 재닛 반 네스와 결혼을 해서, 뉴욕 올버니에 정착을 했다. 이 두 부부 사이에서는 여섯 명의 자녀를 두었다.
많은 학자에 의해, 로마의 공화정을 지키기 위하여 줄리어스 시저의 암살에 관여한 마르쿠스 유니우스 브루투스와 관련된 ‘브루투스’라는 가명으로, 미국 헌법의 비준에 반대를 표명한 일련의 16 꼭지 기사의 저자라고 믿어지고 있다.
이 수필은 1787년 10월부터 《뉴욕 저널》(New-York Journal)에 게재됐다. 예이츠는 존 랜싱 주니어와 알렉산더 해밀턴과 함께 1787년 필라델피아에서 개최된 미국 헌법 제정 회의에 참석을 했었다.
그러나 랜싱과 예이츠는 필라델피아에서 발생한 일이 연합 규약의 문제점을 다루겠다는 당초의 임무에서 벗어나 있다고 느끼고 일찍 회의 자리를 떴다. 헌법에 서명하지 않았지만 나중에 그것을 인정했다.
1789년과 1795년 두 차례 예이츠는 뉴욕 주지사 후보자가 되었지만, 두 번 모두 상대방 후보에게 패하게 된다. 1789년의 경우는 연방당원으로 출마했으나 민주공화당의 조지 클린턴에게 패배하였고, 1795년은 민주공화당 후보로 출마하였지만, 연방당의 존 제이에게 패배를 당했다.